# Târgu Mureș

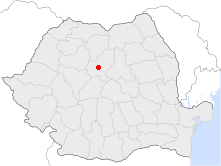
Târgu Mureș läge i Rumänien.

Târgu Mureș är en stad i Transsylvanien, centrala Rumänien. Den är administrativ huvudort för județet Mureș och hade 134 290 invånare enligt folkräkningen 2011.